# Мястечко-Краєнське (гміна)
Гміна Мястечко-Краєнське (пол. Gmina Miasteczko Krajeńskie) — місько-сільська гміна у північно-західній Польщі. Належить до Пільського повіту Великопольського воєводства.
Станом на 31 грудня 2011 у гміні проживало 3260 осіб.

## Територія
Згідно з даними за 2007 рік площа гміни становила 70.72 км², у тому числі:
- орні землі: 63.00%
- ліси: 26.00%

Таким чином, площа гміни становить 5.58% площі повіту.

## Населення
Станом на 31 грудня 2011:
| Опис     | Загалом | Загалом | Чоловіки | Чоловіки | Жінки | Жінки |
| -------- | ------- | ------- | -------- | -------- | ----- | ----- |
| одиниця  | осіб    | %       | осіб     | %        | осіб  | %     |
| все      | 3260    | 100     | 1619     | 49.66    | 1641  | 50.34 |
| міське   | 0       | 100     | 0        |          | 0     |       |
| сільське | 3260    | 100     | 1619     | 49.66    | 1641  | 50.34 |

## Сусідні гміни
Гміна Мястечко-Краєнське межує з такими гмінами: Білосліве, Висока, Качори, Ходзеж, Шамоцин.